# Все або нічого (фільм, 2005)
«Все або нічого́» — американський художній фільм 2005 року. Римейк однойменного фільму 1974 року. Фільм знято за сценарієм американського письменника й сценариста Трейсі Кінена Вінна — «The Longest Yard».

## Сюжет
Професійний квотербек Пол Кру, колишній гравець Національної футбольної ліги (NFL), відбуває тюремний термін разом з колишнім чемпіоном і тренером Нейт Скарборо. Начальник в'язниці Гейзен, який вирішив організувати матч по американському футболу між охоронцями і ув'язненими, пропонує Полу зібрати свою команду. При цьому Гейзен намагається умовити Пола здати гру в обмін на швидке звільнення.
Ув'язнені охоче об'єднуються, дізнавшись, хто будуть їх суперниками. З'являється блискуча можливість висловити свою помсту в нищівному поєдинку з охоронцями, що відрізнялися садистськими нахилами. Команда наполегливо готується до змагання, використовуючи всі доступні способи: дивляться записи ігор охоронців минулого сезону, відпрацьовують не зовсім чесні прийоми. Тим не менш, ув'язнений Унгер заважає ув'язненим виграти турнір. Він про все доповідає охороні і навіть убив друга Пола Кру «шустрилу».
Незважаючи на всі події, команда виходить на поле. У першу половину турніру ув'язнені зрівняли рахунок з охоронцями. Після цього начальник в'язниці сказав Полу Кру, що той повинен програти гру, інакше сидітиме за вбивство «шустрили». Пол Кру погоджується і програє два тачдауни, але потім схаменувся і почав грати чесно. У підсумку команда ув'язнених перемогла в матчі. Планам начальника тюрми не судилося збутися, бо охоронці заступилися за Пола.

## В ролях
| Актор           | Роль                            |
| --------------- | ------------------------------- |
| Адам Сендлер    | Пол Кру                         |
| Кріс Рок        | «шустрила»                      |
| Берт Рейнольдс  | тренер Ней Скарборо             |
| Джеймс Кромвелл | начальник в'язниці Гейзен       |
| Корнел Гейнс    | Меггет                          |
| Білл Голдберг   | Джой Баттл                      |
| Террі Крюс      | Едді «Чізбургер»                |
| Даліп Сінгх     | Терлі                           |
| Стів Рівіс      | Біллі «Baby Face Bob» Рейнвотер |
| Трейсі Морган   | місіс Такер                     |
| Вільям Фіхтнер  | капітан Кнауер                  |
| Кевін Неш       | охоронець Енгельхарт            |
| Стів Остін      | охоронець Дунхем                |
| Ед Лотер        | Двейн                           |
| Роб Шнайдер     | ув'язнений                      |

## Знімальна група
- Режиссёр — Пітер Сігал
- Продюсер — Джек Джарапуто
- Сценарист — Шелдон Тернер
- Композитор — Майкл Ділбек
- Оператор — Ден Семлер
- Монтажер — Джеф Гурсон
- Дизайн костюмів — Елен Лютер

## Цікаві факти
- Касові збори фільму в США перевищили 152 000 000 доларів
- На одну з ролей пробувався Snoop Dogg, але так і не пройшов
- Велися переговори з Гері Олдменом на участь в ролі в'язня, але вони не увінчалися успіхом
- Берт Рейнольдс і Ед Лотер грали і в оригінальному фільмі, і в римейку.
- Майкл Ірвін і Білл Романовськи у фільмі грали під номерами 88 і 53. Під такими ж номерами вони грають і в NFL. В NFL також грали Террі Крюз (Едді Чізбургер) і Боб Сапп (Світовскі).
- Тім Герліхі, улюблений сценарист Адама Сендлера, був спеціально запрошений для того, щоб переписати кілька діалогів. Він не вказаний в титрах.
- Берт Рейнольдс у фільмі грає під номером 22. Під цим же номером він грав в оригінальному фільмі.
- Коли Ней Скарборо вийшов на поле, з трибун кричав ув'язнений, роль якого виконував Роб Шнайдер, також грав ув'язненого у фільмі «Великий Стен». У фільмі він з'являється всього двічі.
- У фільмі грають відразу п'ять професійних рестлерів: Білл Голдберг в ролі Джоя Баттла, Даліп Сінгх в ролі Терлі, Стів Остін в ролі охоронця Дунхема, Боб Сапп в ролі Світовскі і Кевін Неш в ролі охоронця Енгельхарта.
- Виконавцем ролі Меггета є знаменитий співак Неллі, який виконав 4 з 13 пісень до фільму.
- У фільмі з'являється відома хіп-хоп група D12, яка грає команду баскетболістів.
- Іншим римейком оригінального фільму 1974 р. є фільм «Костолом», 2001 року, з Вінні Джонсом у головній ролі.

## Технічні дані (DVD)
- Видавець: ВідеоСервіс
- Регіональный код: 5
- Субтитри: Естонські
- Звукові доріжки: Російський Dolby Digital 5.1
- Формат зображення: 16:9.
- Додатки: Відсутні